# Kitzingen
Kitzingen è una città di 23 377 abitanti della Germania, capoluogo dal 1972 dell'omonimo circondario bavarese, in Bassa Franconia. La città è rinomata per la sua produzione di vini, e anche uno dei più importanti centri del commercio vinicolo in Baviera.

## Geografia fisica
Kitzingen è situata lungo il corso del fiume Meno, nella zona definita "triangolo del Meno". Nelle vicinanze della città si trova il bosco Steigerwald, a circa 10 km di distanza.
Il centro storico della città si trova sulla riva occidentale del fiume Meno. Sulla riva opposta sono situate invece le più moderne zone residenziali e di industriali. Il territorio edificato si estende per 5 km in direzione est-ovest e per 3 km in direzione nord-sud.

### Geologia
Il terreno su cui è costruita Kitzingen è composto di calcare conchilifero.

### Frazioni
La città è suddivisa nelle seguenti frazioni amministrative:
- Sickershausen
- Hoheim
- Etwashausen (= qualche casa)
- Siedlung (= centro residenziale)
- Repperndorf
- Hohenfeld (= campo alto)

### Clima
Kitzingen è situata nella zona forse più arida della Franconia inferiore e della Baviera. La temperatura media annuale è di circa 8 °C.

## Storia

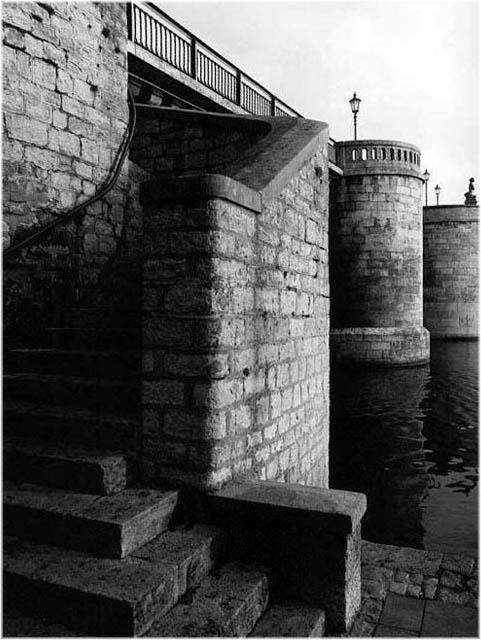
Il ponte sul fiume Meno, particolare delle scale

Stando alla leggenda, la città venne fondata nel luogo dove la Contessa di Schwanberg perse la sciarpa, che le scivolò mentre era affacciata a una finestra del suo castello, situato su un'altura che dominava la valle del fiume Meno dove la città attualmente si trova.
Storicamente, la costruzione più antica della città è un chiostro benedettino fondato nel 745; le prime testimonianze del centro abitato vero e proprio risalgono invece solo al 1040. Nei secoli seguenti la città, pur essendo piuttosto prospera, cambiò più volte possessore, essendo contesa dai conti di Hohenlohe, dai vescovi del convento di Würzburg, e dai margravi di Brandenburg-Ansbach.
Alcune date ed eventi importanti della storia cittadina furono:
- 1469-1496 Viene costruita la torre del Falterturm come parte della fortificazione esterna.
- 1525 Numerosi cittadini prendono parte alla infruttuosa guerra dei contadini tedeschi.
- 1530 Kitzingen diviene luterana.
- 1561-1563 Viene edificato il municipio in stile rinascimentale.
- 1629 la città ritorna a essere cattolica sotto l'egida di Würzburg.
- 1741-1745 Viene eretta la cappella Santa Croce nella frazione Etwashausen da Balthasar Neumann.
- 1792-1815 Kitzingen viene coinvolta dalle guerre di Napoleone.
- 1802 Kitzingen entra a far parte della Baviera.
- 1865 Kitzingen viene collegata alla rete ferroviaria tedesca.
- 1894 Viene fondato un proginnasio (oggi Armin-Knab-Gymnasium).
- 1914 Viene inaugurata la piscina Luitpold-Bad.
- 1902 Viene aperto l'ospedale comunale.
- 1917 Entra in servizio l'aeroporto.
- 1942 Molti ebrei cittadini vengono deportati.
- 1945 La città viene bombardata e distrutta dalle squadriglie di bombardieri alleati.
- 1978 Alla città vengono incorporate le frazioni di Sickershausen, Hoheim, Repperndorf e Hohenfeld.
- 1984 Vengono formalizzati i gemellaggi con Montevarchi e Prades in Francia.
- 2006 Le truppe americane, presenti in città sin dalla guerra fredda, vengono ritirate dalla città.

## Traffico
Presso Kitzingen si incrociano due autostrade importanti: la BAB7 e la BAB3. Per il Meno Kitzingen è collegato con la via d'acqua Reno-Meno-Danubio. Nella città c'è un porto di trasbordo.

## Economia
Kitzingen è un centro storico del commercio di vini: la cooperativa GWF produce con 2 600 membri circa 12 000 litri di vino all'anno. Vi si producono anche elementi per la produzione di automobili.
Fino al 2006, gran parte dell'economia cittadina verteva intorno alla presenza delle truppe americane in città, installate con funzione difensiva all'epoca della guerra fredda. Il ritiro delle forze americane, completatosi a inizio 2007, rappresenta una grande sfida per la città. Si prevede che lo scioglimento della caserma Harvey, che contava circa 3 500 soldati e relative famiglie possa comportare la perdita di potere d'acquisto. D'altro canto, alcuni ritengono al contrario che l'utilizzo degli spazi della caserma possa essere anche un'occasione: il loro utilizzo come zona artigianale o residenziale potrebbe stimolare l'economia, in modo simile a quanto accaduto alla città di Fürth negli anni precedenti.

## Monumenti e luoghi d'interesse

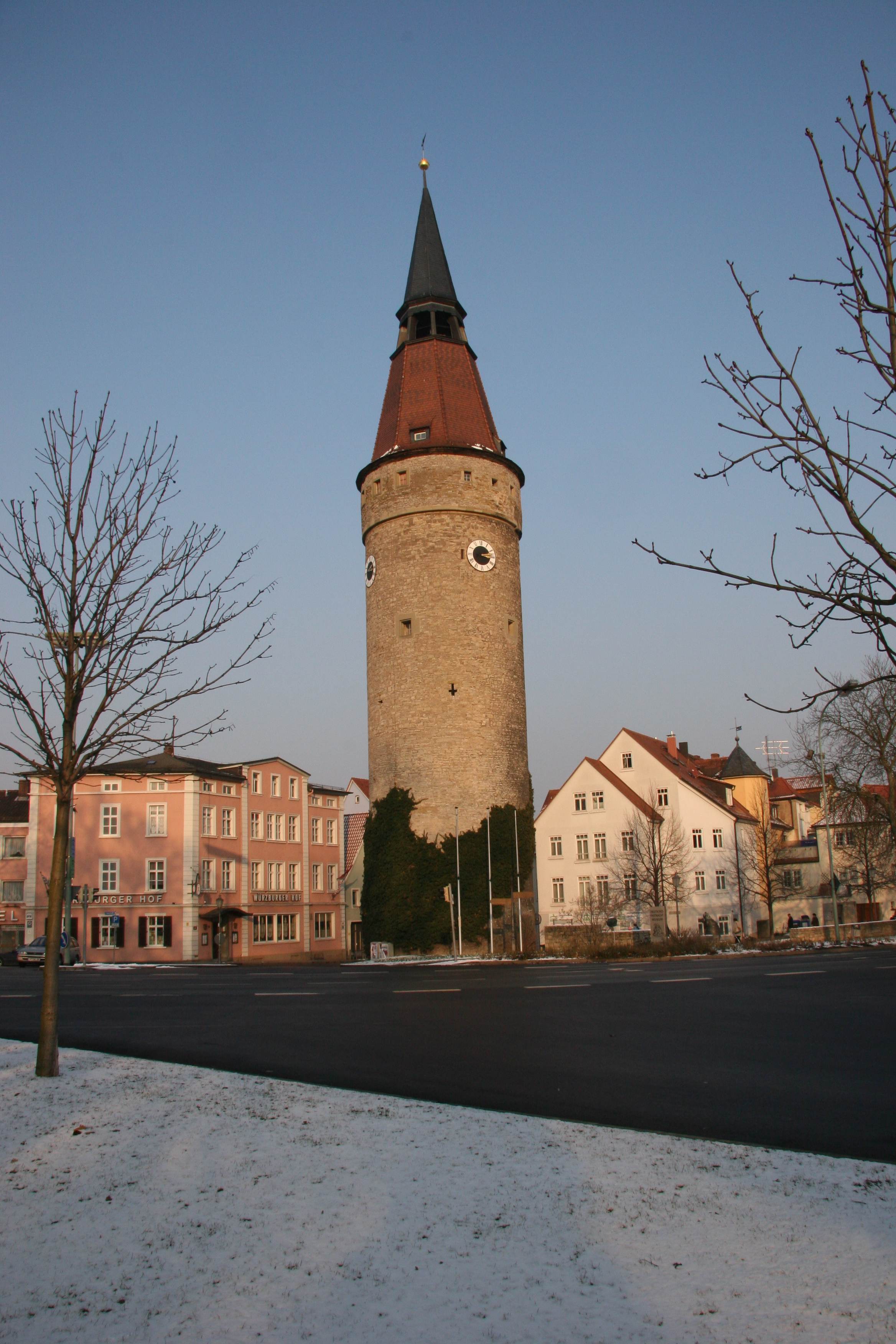
La torre del Falternum

L'emblema della città è il Falterturm (di fatto Falltorturm = Torre della Botola), torre cilindrica con tetto spiovente, antico monumento cittadino (costruito nel 1400 circa) in cui, fra l'altro, ha attualmente sede il Deutsches Fastnachtsmuseum (= Museo tedesco del Carnevale).
Monumenti interessanti sono la chiesa parrocchiale cattolica, la cappella Santa Croce (di Balthasar Neumann) nella frazione di Etwashausen, le torri Marktturm e Deusterturm, la 'Grabkirche' (chiesa del sepolcro), der Königsplatz (Piazza Reale) con un obelisco del 1883, il municipio (1563) e la vecchia sinagoga. La sinagoga fu bruciata durante periodo nazista; oggi è stata restaurata e serve come università popolare e sala dei concerti. La chiesa parrocchiale evangelica in stile barocco fu eretta nel Seicento dall'architetto ticinese Antonio Petrini.
La prima costruzione del ponte sopra il Meno è del duecento, nel 1955 il ponte fu modificato per ragioni di navigazione.

### Chiese e chiostri
- Ex chiostro dei cappuccini, 1630-1828
- Pieve San Giovanni
- Pieve evangelica
- Pieve San Vincenzo, frazione Siedlung
- Chiesa del Pace luterana, frazione Siedlung
- Cappella del Croce, frazione Etwashausen

Al paese è inoltre legata Sant'Adeloga di Kitzingen, figlia di Carlo Martello, la quale fondò il monastero cittadino.

## Società

### Evoluzione demografica
- 1802: 3 696
- 1938: 14 460
- 1970: circa 17 880
- 1987: 18 999
- 2003: 22 142.
- incremento annuale: 0,5% - 1%.

## A Kitzingen sono nati
Thekla von Kitzingen, badessa nell'VIII secolo
- Friedrich Bernbeck, (* 1511, † 1570 in Kitzingen) sindaco e riformatore
- Georg Besserer, (* 1544, † 1604 in Simmern) teologo luterano
- Paul Eber (* 1511, † 1569 in Wittenberg), teologo, autore di inni sacri e riformatore
- Friedrich Spiegel (* 11. Juli 1820, † 1905 in Monaco di Baviera), orientalista
- Michael A. Roth (* 1935), funzionario di calcio

## Amministrazione

### Gemellaggi
Kitzingen è gemellata con:
- Nýrsko
- Montevarchi
- Prades